# 6138 Miguelhernández
6138 Miguelhernández eller 1991 JH1 är en asteroid i huvudbältet som upptäcktes den 14 maj 1991 av de japanska astronomerna Satoru Otomo och Osamu Muramatsu i Kiyosato. Den är uppkallad efter den spanske författaren Miguel Hernández.
Asteroiden har en diameter på ungefär 4 kilometer och den tillhör asteroidgruppen Nysa.